# Нильский варан
Нильский варан (лат. Varanus niloticus) — крупный вид варанов. Является одной из крупнейших и одной из самых широко распространённых ящериц в Африке.
В Гане нильский варан известен под названием mampan tintin, в Замбии как mbulu, nabulwe, hopani, nsamba или imbulu. В Южной Африке его, как правило, называют «leguaan».

## Внешний вид

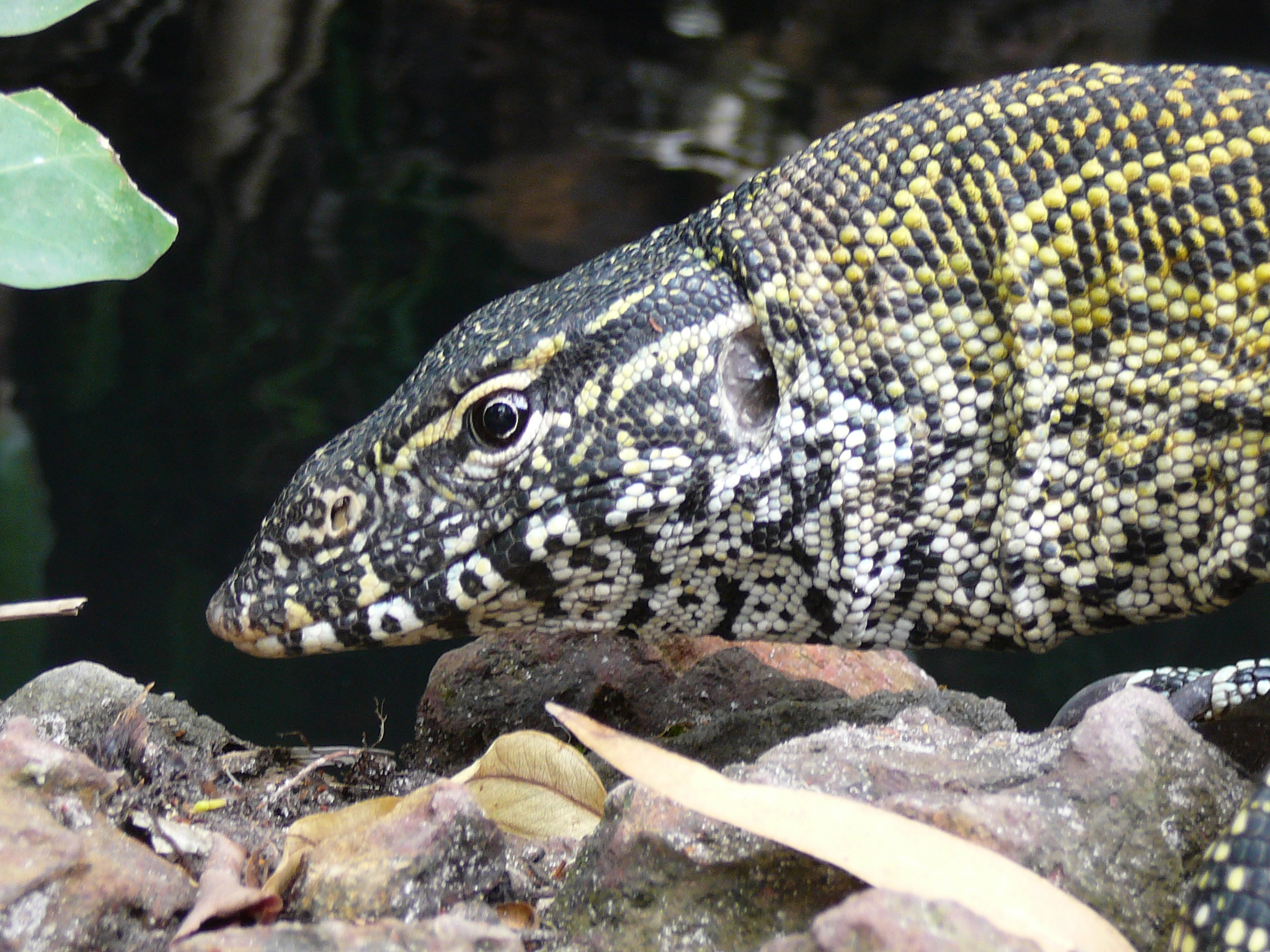
Голова животного

Нильский варан имеет мускулистое туловище, сильные ноги и мощные челюсти. Он также обладает острыми когтями, которые использует для лазания, копания и обороны, или разрывания добычи. Как и у всех варанов, у него раздвоенный язык с сильно развитой обонятельной функцией. Ноздря имеет овальную форму и расположена ближе к глазу, чем к концу рыла. Эти ящерицы очень хорошо адаптированы к водному образу жизни, на что указывают высоко посаженные ноздри и сильно сжатый с боков хвост. Вокруг середины тела располагаются 128—165 рядов чешуй. Основная окраска верхней части тела от серовато-коричневой до тёмно-оливково-зелёной. На спине расположены поперечные ряды жёлтых глазков. Молодые вараны почти чёрные с ярко-жёлтым рисунком из пятен, глазков и полос.

### Размеры
В большинстве случаев самцы достигают общей длины в 150—170 см и весят в районе 5-10 кг, а самки имеют длину около 134 см и весят около 3 кг. Причём, хвост при этом составляет до 2/3 от общей длины. Самец из Судана с длиной от кончика морды до клоаки равной 57,5 см весил 5,9 кг, здоровый самец с побережья Ганы чуть меньшего размера (49 см без учёта хвоста) весил 3,011 кг, а предположительно беременная самка оттуда же весила 1,478 кг. В Нигере и Мали средняя масса самцов была определена в 1980 грамм при средней длине от кончика морды до клоаки — 45,7 см, а самок — 1110 грамм и 39,5 см соответственно. В одном исследовании инвазивных нильских варанов во Флориде средняя масса тела взрослых особей была оценена всего лишь в 0,8-1,7 кг.

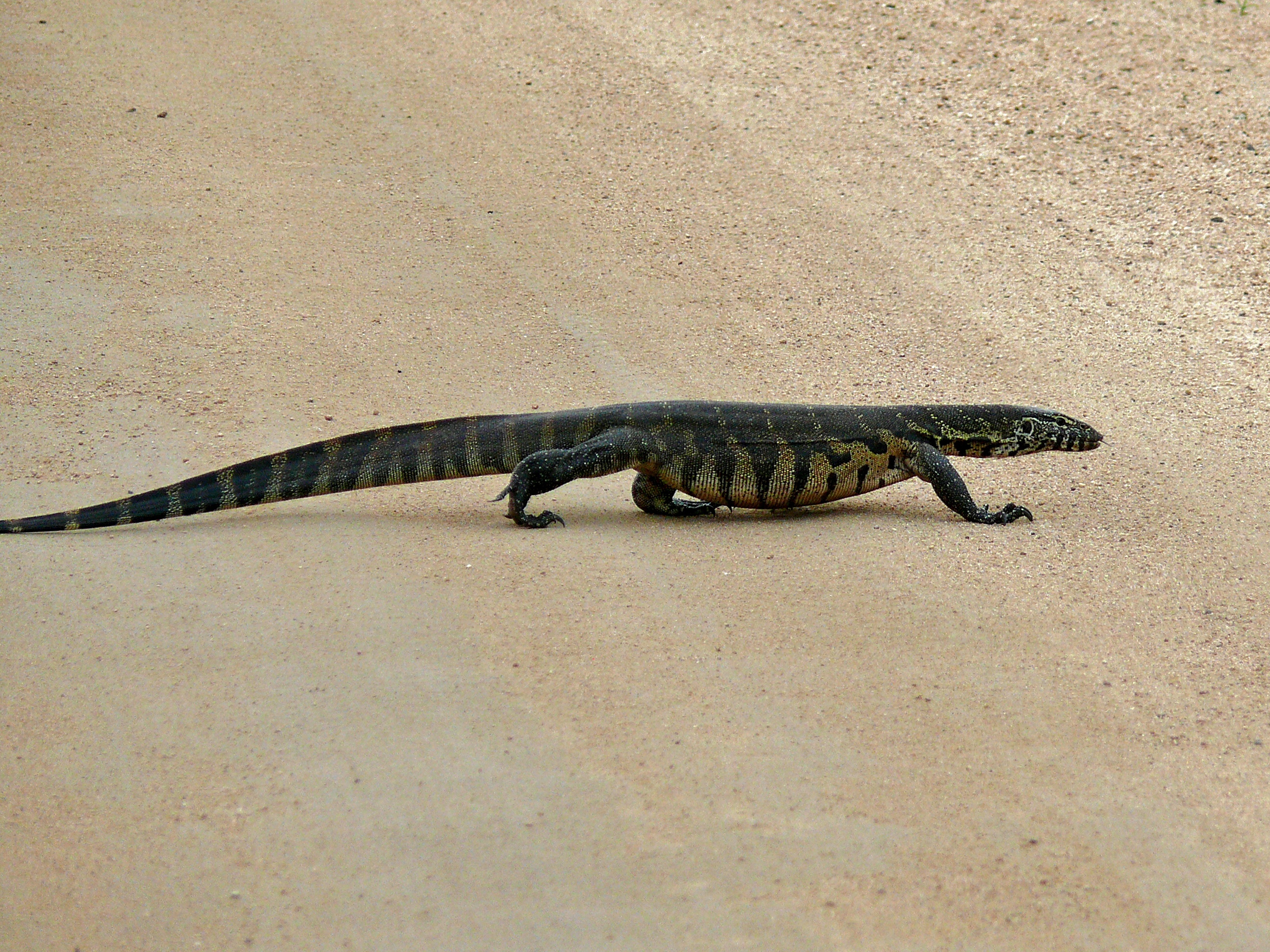
Нильский варан в Национальном парке Крюгера

Исключительно крупные дикие экземпляры нильских варанов, вероятно, могут достигать примерно 2.5 метров в длину и весить около 20 кг, что делает их одними из крупнейших ящериц мировой фауны. В 1929 была опубликована фотография нильского варана из Южной Африки, который, как утверждалось, достигал общей длины 213 см и весил почти 19 кг. Тот же самый автор также сообщает, что стрелял в другого варана длиной примерно 250 см. Самое крупное животное, достоверно известное на сегодняшний день, достигало общей длины 242 см при длине от кончика морды до клоаки в 98 см и оценивалось в 12-15 кг. Экземпляр длиной 188 см (длина от кончика морды до клоаки — 74 см) был зарегистрирован из Оранжевой провинции в Южной Африке. Рядом с озером Чад максимальный зарегистрированный размер самца составляет 207 см, а самки — 155 см. Самая крупная самка нильского варана, о которой имеются достоверные данные, достигала 170 см. Таким образом, кажется вероятным, что в Южной Африке некоторые экземпляры могут достигать длины 200 см или больше, но они встречаются очень редко. Самый крупный инвазивный варан, пойманный во Флориде, достигал примерно 183 см.

## Распространение
Нильский варан встречается на большей части Африканского континента, кроме пустынных областей. Возможно, когда-то (ещё в историческое время) нильский варан жил вдоль берегов реки Иордан, в Палестине, но сегодня бесспорно, что его ареал ограничен Африкой. Нильский варан распространён от Южной Африки до южной границы Сахары. На западе его ареал достигает Либерии. Кроме того, он распространён вдоль реки Нил до Египта. Этот вид не обитает в больших пустынях Сомали, Намибии, Ботсваны и Южной Африки.

## Классификация
Нильский варан — представитель африканского подрода варанов Polydaedalus. Ранее выделяли два подвида нильского варана: Varanus niloticus niloticus и V. n. ornatus. Но теперь V. n. ornatus считается отдельным видом Varanus ornatus. Сейчас на основании генетических исследований также рассматривается возможность отделения от Varanus niloticus ещё одного самостоятельного вида, Varanus stellatus.

## Образ жизни
Несмотря на его многочисленность, крупный размер и промысловое значение, нильский варан — относительно плохо изученное животное. Нильские вараны обитают почти везде, где есть постоянные водоёмы. Они отсутствуют в пустынях, но встречаются в большинстве других биотопах, от саванн и окраин пустынь до тропических лесов, где они встречаются вдоль рек, возле болот, прудов, озёр и на побережьях. Вараны охотно поселяются рядом с населёнными пунктами и на окультуренных землях, если их там не преследуют. В горы поднимаются на высоту более 2000 м над уровнем моря.
Нильские вараны превосходно лазают и бегают. Этих варанов чаще всего видят греющимися на скалах и ветвях или в воде. Взрослые могут легко обогнать человека на короткой дистанции, даже на открытом месте, и почти всегда ищут спасения в воде, когда их преследуют. Молодые ящерицы лазают лучше, чем взрослые, но даже большие нильские вараны лазают охотно. Однако они недостаточно ловкие, чтобы быть действительно древесными: известны случаи, когда спящие на деревьях экземпляры ослабляли свою хватку, срывались и разбивались насмерть. Эти вараны очень хорошо плавают и ныряют. В природе нильские вараны могут оставаться под водой больше часа. Эксперименты со сравнительно небольшими экземплярами (1,4—4,8 кг) в неволе показали, что большинство погружений длится 12—15 минут и никогда более получаса. Во время этих погружений снижается частота сердцебиения и кровяное давление.
Ночью они скрываются в норах и термитниках, но в тёплую погоду могут оставаться снаружи, спят на ветвях или наполовину погрузившись в воду. Нильский варан использует норы, которые выкапывает сам или занимает уже существующие норы. В основном норы расположены в песчаной почве. Утверждение, что вараны выстилают свои норы коровьим навозом, не обосновано.

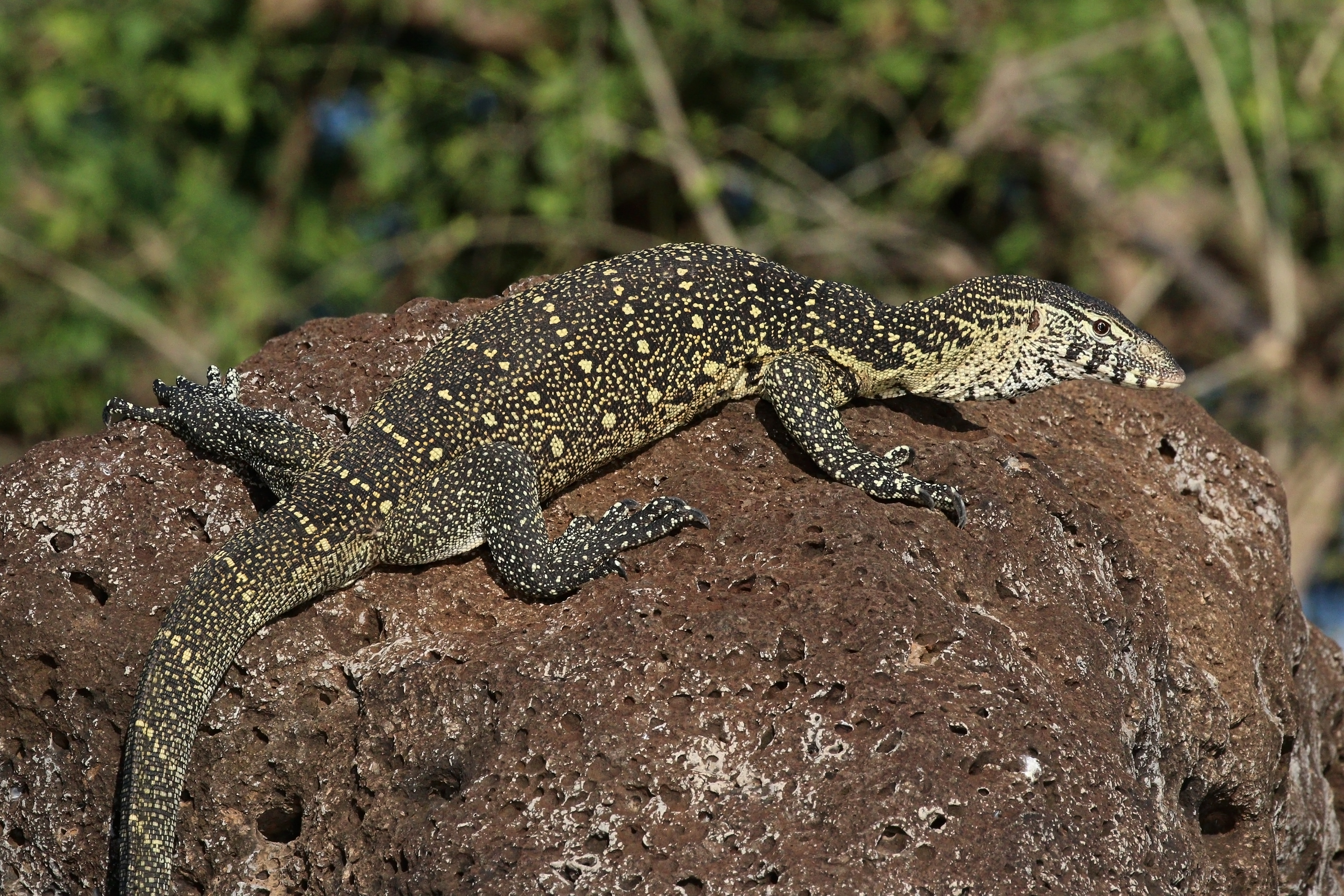

Было отмечено, что в тёплую погоду вараны предпочитают камни или песок в качестве субстрата для баскинга, а в более прохладную погоду используют для этого траву и ветки. Во время сухого сезона в тропической Африке и в течение более прохладных месяцев в умеренных регионах активность варанов снижается или приостанавливается.
Естественные враги молодых нильских варанов включают хищных птиц, мангустов, медоедов и больших кобр. Нильские крокодилы, крупные иероглифовые питоны и леопарды поедают взрослых варанов, когда могут поймать их. Нильский варан — сильное для своих размеров и очень агрессивное животное, предпочитающее бороться вместо того, чтобы бежать. Он часто использует свой хвост для защиты, и повреждения на хвосте у старых экземпляров объясняются его регулярным использованием в качестве хлыста с целью сдержать агрессоров. Местные жители утверждают, что один удар этим оружием часто рассекает глаза и ослепляет слишком наглую собаку. Во время более тесной борьбы нильский варан бросается вперёд и хватает агрессора за голову или спину своими мощными зубами, после чего размещает свои длинные когти и мощные лапы так, чтобы сломать или вывихнуть ему позвоночник резким рывком на себя. Кроме того, у варанов этого вида было отмечено много необычных особенностей защитного поведения. Молодой варан, который упал в вольер, полный молодых крокодилов, напал на нескольких из них и повернул их на спины прежде, чем был удалён. Крокодилы, как оценивалось, весили вдвое больше, чем ящерица. Другой нильский варан, окружённый четырьмя подросшими львятами, оставался совершенно неподвижным, только иногда подергивал кончиком хвоста. Львята внимательно наблюдали, но, возможно, приняли двигающийся хвост за змею и, в конце концов, удалились. Также известен случай, когда орёл, поймавший молодого нильского варана, в свою очередь был схвачен за бедро ящерицей, которая упорно отказывалась отпускать врага. В результате чего варан спас свою жизнь, а птица позже была найдена смотрителем в состоянии крайнего истощения. В другом случае описывалось, как небольшой взрослый нильский варан утопил атаковавшего его орла-рыболова.
В северной Кении была зарегистрирована плотность популяции нильских варанов, достигающая 40—60 особей на 1 км². Возможно, плотность популяций также высока и в районе Ганы, где этот вид полностью охраняется. Очень высокая плотность зарегистрирована для популяций в окрестностях озера Чад, где на варанов интенсивно охотятся.
В тех областях, где животные преследуются человеком, они достигают возраста приблизительно восьми лет. В остальных местах продолжительность жизни нильских варанов может быть на порядок выше.

### Питание
Нильские вараны достаточно прожорливы для холоднокровных животных — они употребляют значительно большее количество пищи, чем крокодилы схожих размеров. Возрастные изменения в черепе и морфологии зубов хорошо выражены у этого вида. У молодых ящериц острые зубы, которые постепенно заменяются более широкими притуплёнными зубами с развитыми гребнями на коронке. Эти морфологические изменения связаны с изменениями в питании. Молодые вараны охотятся на быстро двигающуюся добычу, такую как насекомые и ящерицы. По мере взросления они переходят к питанию малоподвижной, но более защищённой добычей, такой как моллюски и ракообразные, которые должны быть раздавлены челюстями перед проглатыванием. Там, где крабы и улитки встречаются в большом количестве, они могут составлять большую часть рациона, но в общем, нильские вараны едят всё, что может поместиться в их пасть. Чтобы оторвать кусок от крупной добычи, они крутятся вокруг своей оси, почти так же, как это делают крокодилы, поскольку их зубы не настолько остры, как у большинства других крупных неспециализированных варанов, а черепа наоборот — достаточно массивны, чтобы выдерживать подобные нагрузки. Жуки, пауки, термиты, гусеницы, прямокрылые и другие крупные насекомые, слизни, лягушки, жабы, змеи (в том числе ядовитые и некрупные питоны), ящерицы, молодые крокодилы, рыба, небольшие млекопитающие (вплоть до домашних кошек и молодых антилоп стенбоков), птицы и их яйца, черепахи и яйца рептилий (черепах, крокодилов, змей, агам и других варанов) составляют рацион этих варанов. Они также охотно питаются падалью, включая остатки добычи львов, часто кормятся отбросами и могут даже поедать человеческие фекалии. Поскольку нильский варан очень агрессивен, он нередко отнимает добычу у других хищников, например, у орланов-крикунов. Был зафиксирован случай, когда нильский варан отнял корм у гепарда в неволе, а в дикой природе не раз наблюдалось, как они отчаянно пытаются защитить пищу от крокодилов и больших кошек. Основной источник питания для варанов меняется в зависимости от местообитания, но большое разнообразие используемых кормов отражает тот факт, что нильский варан добывает пищу как на земле, так и под землёй, на деревьях и в воде. Нильские вараны являются одними из главных врагов кладок и молоди нильских крокодилов. Чтобы совершить набег на гнёзда, вараны могут работать в группах: как сообщается, один варан отвлекает внимание самки крокодила и уводит её далеко от гнезда, пока другой выкапывает яйца. Гнездящиеся на земле птицы, такие как водяная авдотка, часто устраивают гнёзда в тех же самых местах, где и крокодилы. Было предположено, что эта стратегия уменьшает опасность, исходящую от других животных, особенно варанов, которые охотятся за их яйцами.

### Размножение
О поведении нильского варана во время размножения известно мало. Причиной может быть скрытное поведение этих огромных ящериц. Сражения на двух ногах не отмечены у этого вида.
В Сенегале откладка яиц происходит с конца октября до конца декабря, в течение влажного сезона. Беременные самки были найдены в ноябре в Танзании и в начале июля в Занзибаре. В Гане беременных самок находили в августе и сентябре. Для устройства гнёзд используются большие термитники, обычно расположенные близко к воде. Самка раскапывает гнездо и откладывает туда яйца, не пытаясь скрыть их. Термиты быстро восстанавливают гнездо, и яйца благополучно инкубируются при постоянной высокой температуре и влажности, которые обеспечиваются по-прежнему жилым термитником. При вылуплении детёнышей из яиц вытекает небольшое количество жидкости, которая размягчает стенку термитника, позволяя молодым ящерицам выбраться наружу. В более северных частях Африки подходящие термитники, кажется, недоступны, и яйца откладываются в норах. В Судане яйца могут откладываться в норы, вырытые в глиняных стенках оросительных каналов.
Крупные самки нильского варана способны откладывать огромные кладки яиц. За один раз может быть отложено до 60 яиц и более. Как и другие африканские вараны, нильский варан увеличивает шансы на выживание вида, откладывая большое количество яиц за одну кладку. Большинство яиц весит 46—52 г и имеют размеры приблизительно 6x4 см. Поэтому вес кладки от крупной самки может приближаться к 3000 г! Самки весной и летом тратят большую часть времени в основном на кормление и накопление массивных жировых запасов, которые будут преобразованы печенью в желток яиц во время длительного периода покоя в течение зимы. В менее умеренных частях Африки период активности приходится на сухой сезон и может быть короче по продолжительности. Это отражено явно меньшими размерами кладок самок из Западной Африки. Потребность самок накопить большие жировые отложения, а затем сильно сократить активность во время овогенеза, возможно, очень важна для варанов и из умеренных, и из тропических областей.
Яйца развиваются 92—175 дней. Новорождённые вараны весят около 23—32 г и достигают общей длины приблизительно 280—327 мм.

## Значение для человека
Во многих регионах Африки мясо нильских варанов употребляют в пищу, а их органы и ткани используют в народной медицине.
Кожа варанов очень прочная и красивая. В период с 1980 по 1985 гг. торговля живыми животными составляла в среднем 816 экземпляров в год, тогда как торговля шкурами составляла в среднем более чем 400000 ежегодно. В 1988 экспортировались более чем 700000 шкур. Большинство шкур экспортируется из Мали, Нигерии, Камеруна и Судана в Европу, особенно Францию.

### Содержание в неволе

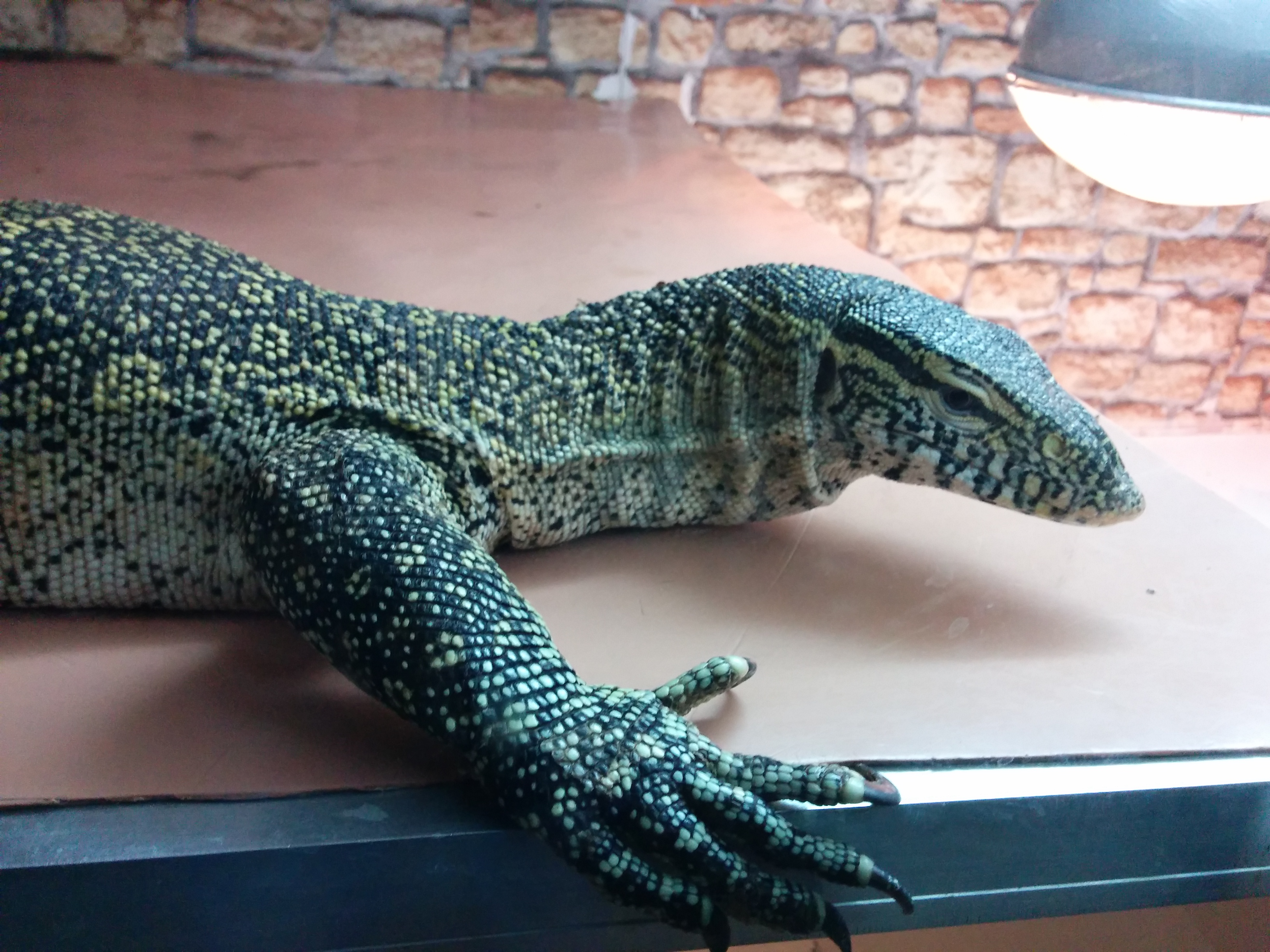
Нильский варан в зоопарке

Есть немного ящериц менее подходящих для жизни в неволе, чем нильский варан. Содержание этих варанов представляет определённые проблемы из-за очень большого размера ящериц и террариумов для них. Очень немногие люди, которые покупают ярко окрашенного детёныша нильского варана, могут представить, что в течение нескольких лет их покупка превратится в огромное, свирепое плотоядное животное, которое способно одним укусом сломать шею домашнему коту. При содержании нильские вараны требуют опытного ухода и не рекомендуются для новичков; однако их часто продают в качестве домашних питомцев.
Этот вид очень вынослив при содержании в неволе, если за ним ухаживать должным образом. Пойманных в дикой природе животных необходимо проверить на наличие внутренних паразитов. Из-за их большого размера взрослых варанов, вероятно, потребуется террариум, изготовленный на заказ. Чтобы держать этих животных должным образом, необходимо огромное помещение, снабжённое большим бассейном и множеством древесных стволов, предоставляющих ящерицам возможность для лазания. В качестве субстрата можно использовать гравий, песок, или дробленую кору. В помещении должны быть предметы, создающие подходящую среду обитания, такие как камни, древесные стволы, искусственные растения или полые брёвна. Необходима ёмкость с водой, достаточно большая, чтобы ящерица могла купаться. Нильские вараны имеют привычку испражняться в воде, поэтому вода должна меняться сразу после загрязнения или, по крайней мере, ежедневно. Дневной диапазон температур для нильского варана должен быть 27—32 °C, а ночная температура приблизительно 26—27 °C. Температуру в точке прогрева до 45 °C нужно поддерживать, по меньшей мере, 12 часов в сутки. Влажность должна быть умеренной.
Нильские вараны склонны к ожирению, и их рацион должен включать лишь небольшое количество кормовых грызунов.
Животные должны содержаться раздельно кроме периода размножения. Желателен период покоя в течение прохладного зимнего или жаркого сухого сезона (в зависимости от происхождения животных). Небольшой размер самок предполагает, что подбор совместимой пары может быть особенно проблематичным. Лучшие результаты были получены при выращивании группы молодых не родственных животных до взрослого состояния. Яйца, собранные в дикой природе или отложенные пойманными дикими самками, проклевывались после 141—150 дней при 27—30,5 °C, 120—137 дней при 30 °C и 92 дней при 32 °C. В неволе у нильских варанов отмечен каннибализм.
Нильский варан имеет очень агрессивный характер, сильно кусается и бьёт хвостом, поэтому очень опасен. Но при регулярном положительном общении с хозяином нильский варан может быть до некоторой степени приручен. Таким образом, при условии создания подходящей обстановки и наличия просторного помещения, нильские вараны могут быть очень интересными животными для содержания в террариуме.

### Инвазивный вид

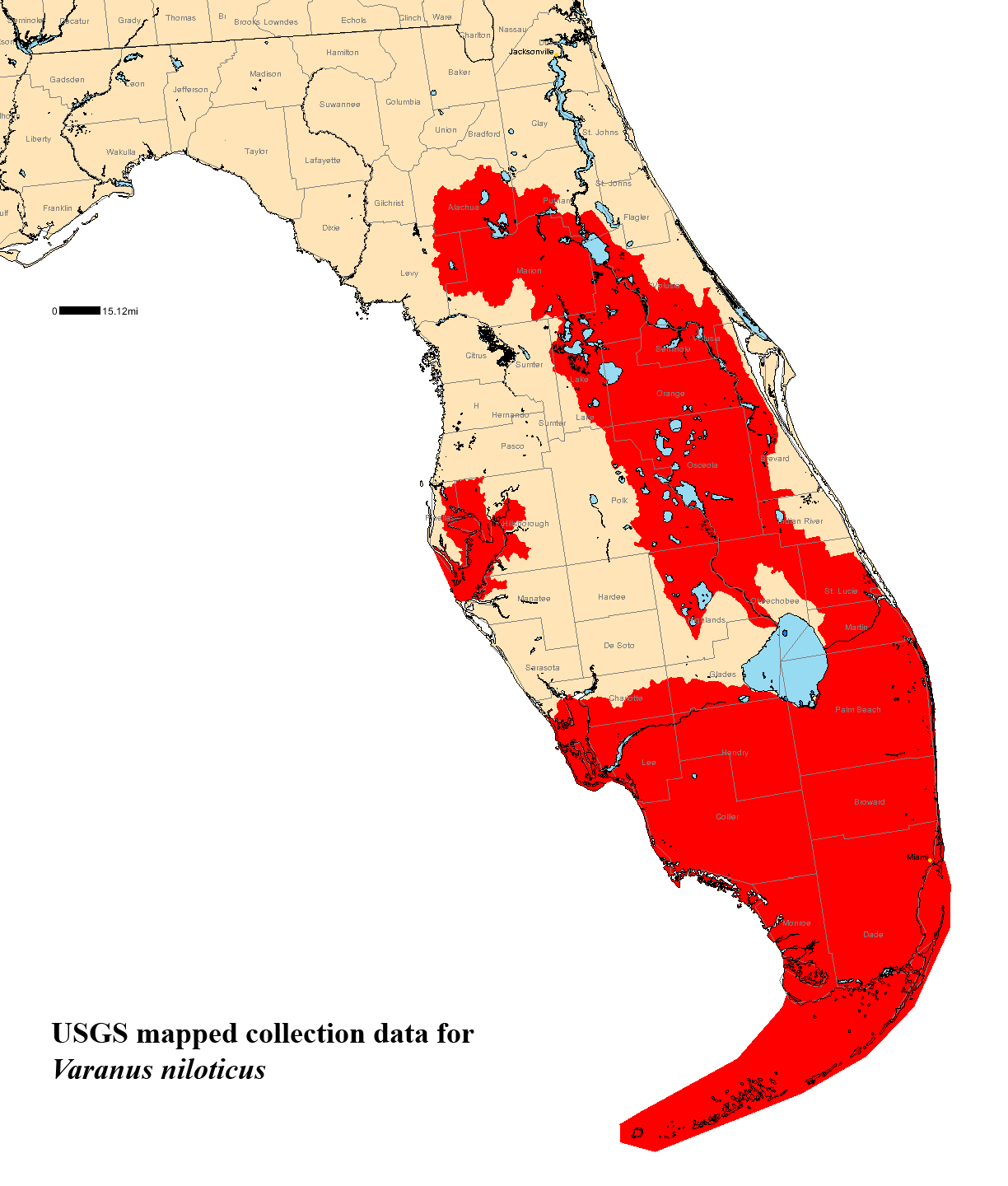
Распространение нильского варана во Флориде

Имеется множество случаев наблюдения нильских варанов в штате Флорида. Там они, вероятно, акклиматизировались после того, как от них избавились хозяева, выпустив своих ящериц на волю. Начиная с 1991 года, нильские вараны крепко обосновались в Кейп-Корале, Флорида. В городе и его окрестностях имеется большая система каналов, множество источников пищи, а также относительно небольшое число хищников, способных ловить детёнышей варанов или разорять их гнёзда, что привело к процветанию популяции нильских варанов. В июне 2007 года варанов наблюдали недалеко от города Санибель, штат Флорида. В июле 2008 года одного варана заметили в Хомстеде, Флорида. Очень крупный варан длиной около 6 футов был обнаружен в штате Орегон в сентябре 2008 года.
В целом нильские вараны могут негативно повлиять на местную популяцию миссисипских аллигаторов и редких американских крокодилов из-за того, что разоряют их гнёзда и могут составлять некоторую пищевую конкуренцию молодым крокодилам, в то время как американские виды совершенно не приспособлены к ней, в отличие от африканских. Нильские вараны в местах своего обитания также поедают птиц и их яйца, в том числе и домашних, поэтому они ставят под угрозу местные виды птиц и наносят ущерб развитию птицеводства. Особую озабоченность вызывает вред, наносимый кроличьим сычам и черепахам-гоферам: двум охраняемым видам, обитающим на коралловом районе мыса Флориды. С ростом численности нильских варанов также связывают частые случаи исчезновения домашних питомцев и снижение количества бродячих кошек и маленьких собак в Кейп-Корале. Кроме того, экзотические паразиты, найденные у нильских варанов, могут повлиять на коренных позвоночных животных и человека.